# Procytettix hova
Procytettix hova är en insektsart som beskrevs av Rehn, J.A.G. 1937. Procytettix hova ingår i släktet Procytettix och familjen torngräshoppor. Inga underarter finns listade i Catalogue of Life.